# William Louis Bailey
William Louis Bailey auch in der Schreibvariante William L. Bailey (* 15. August 1882 in Rosseau, Ontario; † 17. Oktober 1982 in Charlottetown, Prince Edward Island) war ein kanadischer Soziologe und Hochschullehrer.

## Leben

### Familie und Ausbildung
Der aus Rosseau in der Provinz Ontario stammende William Louis Bailey, Sohn des Captain George Bailey sowie dessen Ehegattin Emily geborene Kidd, widmete sich nach seinem Pflichtschulabschluss dem Studium der Sozialwissenschaften an der University of Toronto. Ein Jahr später wechselte er an die Queen’s University in Kingston, dort erwarb er 1904 den akademischen Grad eines Master of Arts.
William Louis Bailey heiratete am 24. April 1906 Edith Olivia geborene Reid. Aus dieser Verbindung entstammte die Tochter Florence Elizabeth. Bailey, der nach seinem endgültigen Ausscheiden aus dem Berufsleben seinen Hauptwohnsitz nach Charlottetown in der Provinz Prince Edward Island verlegte, verstarb dort im Herbst 1982 sechs Jahre nach dem Tod seiner Frau im hohen Alter von 100 Jahren.

### Berufliche Laufbahn
William Louis Bailey verzog nach seinem Studienabschluss in die USA, dort absolvierte er postgraduierte Studiengänge an der Cornell University sowie an der University of Wisconsin. Nach einem einjährigen Sage Fellowship in Philosophy an der Cornell University, übernahm er 1906 eine Stelle als Assistant in Political Science an der University of Wisconsin. 1907 führte ihn eine Berufung als Acting Professor in Social Science an die University of Colorado. Nachdem er zwischen 1908 und 1909 in derselben Funktion an der University of Michigan gewirkt hatte, kehrte er als Instructor in Social Science an die University of Wisconsin zurück. 1913 übersiedelte William Louis Bailey nach Grinnell im Bundesstaat Iowa, dort wurde ihm die Stelle eines Assistant Professor in Social Science am Grinnell College übertragen.
Im Jahre 1918 folgte William Louis Bailey einem Ruf der Northwestern University auf eine Professur in Sociology. Bailey, der zusätzlich als Lecturer am Garrett Biblical Institute eingesetzt war, wurde 1947 emeritiert. Im Anschluss unterrichtete er als Visiting Professor an der University of Maryland, am Verteidigungsministerium sowie an der University of Pittsburgh, bevor er sich 1953 ins Privatleben zurückzog.
William Louis Bailey, welcher Mitgliedschaften im Committee on Social Economic Surveys, in der Chicago Regional Planning Association, der City Plan Commission of Evanston, der American Sociological Association, der American Country Life Association, der American Association of University Professors, der Phi Beta Kappa sowie der Alpha Phi Zeta innehatte, reüssierte insbesondere in seinen Spezialgebieten Metropolitan Suburbanism sowie Sociology of Religion.

## Schriften
- zusammen mit Clare John Hewitt: Pastor's manual of survey and program, The Methodist Book Concern, New York, Cincinnati, 1921
- The Bible up to date, in: Newsweek vom 4. Dezember 1939